# Ruhrstahl X-7
Le Ruhrstahl X-7 "Rotkäppchen" (Petit Chaperon Rouge en allemand) également connu sous le nom de Kramer X-7 ou Ruhrstahl-Kramer RK 347 était un missile antichar guidé par fil allemand développé durant Seconde Guerre mondiale par Ruhrstahl (de) en 1943, à la suite d'une commande urgente du Waffenamt pour des missiles antichars, dirigé par Max Otto Kramer. C'était une version réduite du Ruhrstahl X-4, propulsée par une roquette à propergol solide.

## Histoire
Les armes antichars allemandes comme le Panzerfaust et le Panzerschreck n'étaient efficaces qu'à courte portée, ce qui a conduit à la recherche d'une arme pour des distances plus longues. En 1943, Ruhrstahl a reçu l'ordre de développer le X-7, basé sur le missile air-air X-4, déjà testé avec succès.
Le X-7 était propulsé par deux roquettes à propergol solide, avec la première étape produisant 68 Kilogrammes force de poussée pour le lancement. La seconde étape offrait une poussée continue de 5,5 kp pendant huit secondes pour amener le missile avec sa charge creuse de 2,5 kg à la cible. Sa portée maximale était d'environ 1 200 m. Le 21 septembre 1944, sept X-7 ont été testés dans la zone d'entraînement de Sennelager. Les tests devaient être achevés en 1945, avec une production de masse prévue à Ruhrstahl et dans les Neubrandenburg Travaux mécaniques. Quelques centaines de X-7 ont été produits, principalement pour des essais, avec des exemples utilisés sur le Front de l'Est à la fin de la guerre. Le X-7 a ouvert la voie au développement d'armes antichars guidées après la Seconde Guerre mondiale.

## Spécifications
- Type: missile antichar
- Système de guidage: guidé par fil
- Longueur: 0,95 m
- Envergure: 0,60 m
- Diamètre: 0,15 m
- Moteur: 2× moteur à propergol solide WASAG 109-506
- Vitesse maximale: 360 km/h
- Portée: 1,2 km
- Ogive: 2,5 kg
- Détonateur: détonateur à impact
- Opérateurs: Luftwaffe